# John Pinette

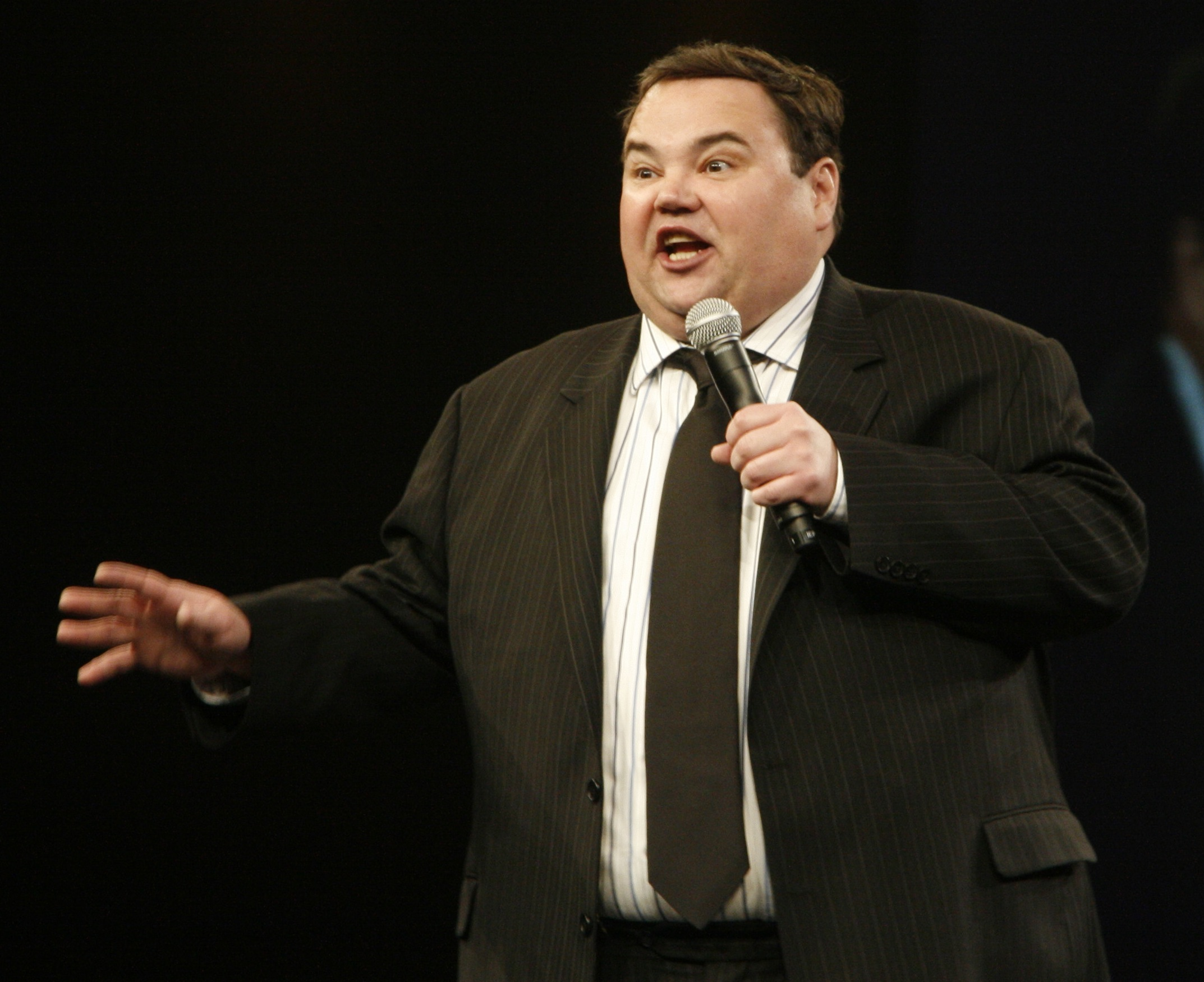
John Pinette (2010)

John Pinette (* 23. März 1964 in Boston, Massachusetts; † 5. April 2014 in Pittsburgh, Pennsylvania) war ein US-amerikanischer Komiker und Schauspieler.

## Leben
Pinette wurde in Boston geboren und besuchte dort die Malden Catholic High School. Zuerst wollte er im kaufmännischen Bereich arbeiten, doch auf Anraten eines Freundes entschied er sich, es als Komiker zu versuchen. So begann er als Stand-up-Comedian zu arbeiten und trat auf der Bühne und in Fernsehshows wie The Tonight Show und The View auf.
Neben seiner Komikerkarriere war Pinette als Schauspieler in Film und Fernsehen tätig. Filme, in denen er mitwirkte, sind unter anderem Junior (1994), Traumpaare (2000) und The Punisher (2004). Außerdem trat er in Serien wie Parker Lewis und den Sitcoms Alf und Seinfeld auf.
1999 wurde Pinette für seine Darstellung auf der Juste pour rire für einen American Comedy Award nominiert. 2004 trat er in dem Musical Hairspray auf. Seit April 2010 war er auf Tour durch verschiedene Städte der USA.
Am 5. April 2014 starb Pinette in einem Hotelzimmer in Pittsburgh an einer Lungenembolie.

## Filmografie (Auswahl)
- 1990: Alf (Fernsehserie, eine Folge)
- 1990: Thanksgiving Day (Fernsehfilm)
- 1992: Revenge of the Nerds III: The Next Generation (Fernsehfilm)
- 1992–1993: Parker Lewis – Der Coole von der Schule (Parker Lewis Can’t Lose, Fernsehserie, 15 Folgen)
- 1993: Reckless Kelly
- 1994: Junior
- 1994: Revenge of the Nerds IV: Nerds in Love (Fernsehfilm)
- 1995: Hart to Hart: Secrets of the Hart (Fernsehfilm)
- 1996: Dear God
- 1998: Seinfeld (Fernsehserie, eine Folge)
- 1999: Simon Sez
- 2000: My 5 Wives
- 2000: Traumpaare (Duets)
- 2002: Do It for Uncle Manny
- 2004: The Punisher
- 2009: Martin Short: Let Freedom Hum (Fernsehfilm)
- 2010: The Last Godfather